# Francesco Lomonaco
Francesco Lomonaco (Montalbano Jonico, 22 novembre 1772 – Pavia, 1º settembre 1810) è stato un patriota, scrittore e filosofo italiano.
Soprannominato il "Plutarco italiano", è considerato un precursore del Risorgimento ed uno dei primi rivoluzionari ad auspicare un'Italia unita sotto un unico governo.

## Biografia

### Inizi

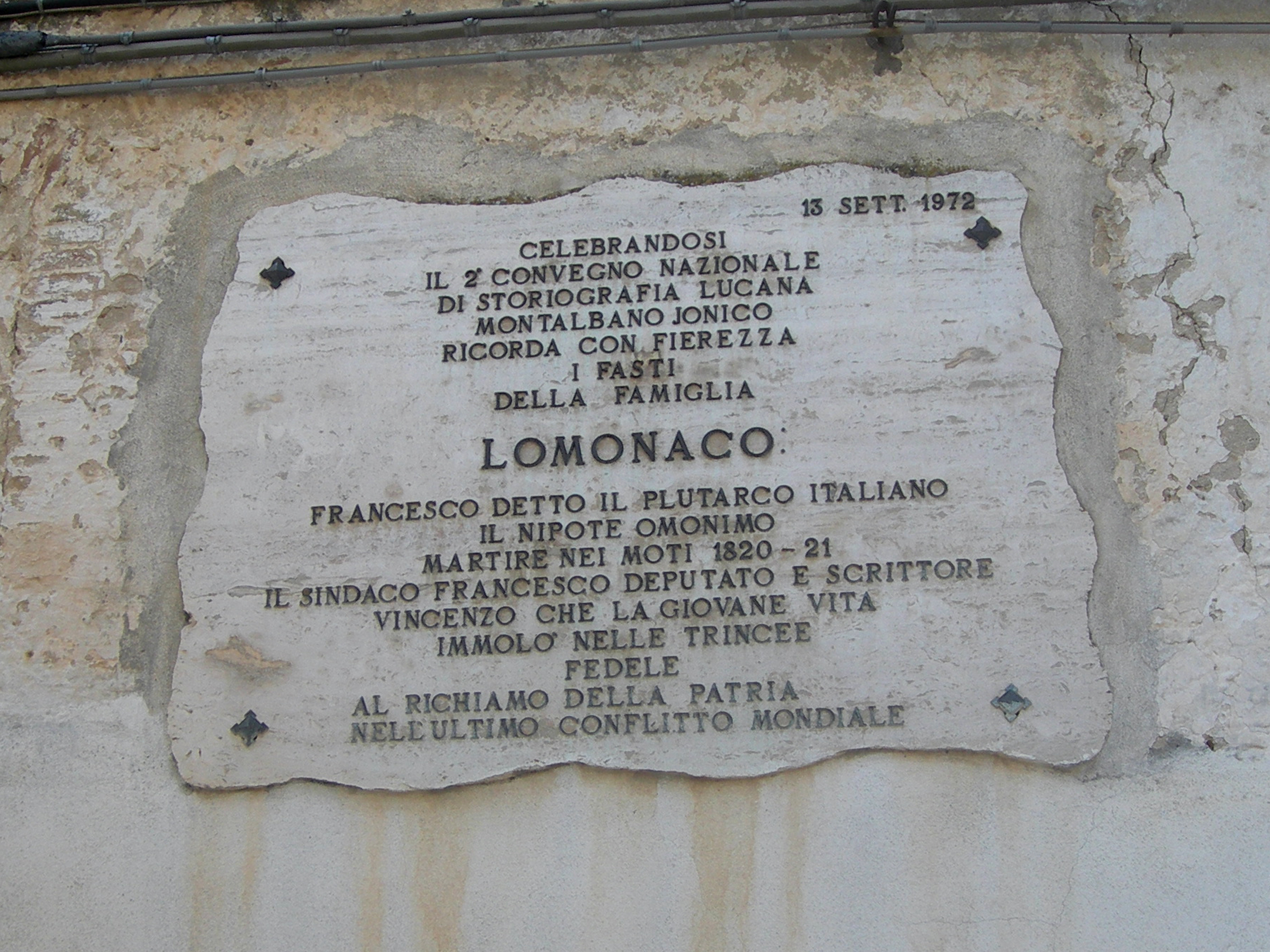
Lapide dedicata alla famiglia Lomonaco a Montalbano Jonico

Francesco Lomonaco nacque a Montalbano Jonico, una cittadina del Giustizierato di Basilicata, nel Regno di Napoli (attualmente in provincia di Matera), il 22 novembre del 1772. Suo padre, Nicola Lomonaco, era un fervente seguace dell'Illuminismo, ideale col quale era entrato in contatto durante il suo periodo di studi a Napoli. Il giovane Francesco, che all'età di nove anni era già in grado di tradurre testi dal latino, compie i suoi primi studi sotto la guida di padre Nicola Maria Troyli, che nel paese natìo aveva aperto una scuola privata. Alla scomparsa di Troyli nel 1788, l'appena sedicenne Lomonaco che, oltre al latino, conosceva già il greco antico, la filosofia, la matematica, la fisica, il diritto e l'ebraico, lo sostituisce nell'incarico di professore sino al 1790, anno in cui si recherà a Napoli per proseguire gli studi universitari.
Nel 1793, consegue prima la laurea in medicina ed in seguito, nel 1796, quella in utroque iure (giurisprudenza). Traduce inoltre il Contratto sociale di Rousseau ed il manuale dei Diritti e doveri del cittadino del De Mably, con l'aggiunta, a quest'ultimo, di una sua prefazione (divenuta poi oggetto di plagio da parte di qualche "pedante" che aveva intuito la grandiosità del suo progetto), che negli ambienti napoletani suscita scandalo quanto ammirazione.
Nel 1799, partecipò attivamente alla costituzione della Repubblica Napoletana ed alle sue vicessitudini, ricoprendo i ruoli di impiegato della municipalità di Napoli e di medico militare. Con l'arrivo delle truppe sanfediste del cardinale Fabrizio Ruffo, giunte per ripristinare il dominio dei Borboni sull'ormai ex-Regno, fu tra gli assediati di Castel Sant'Elmo. Riuscì a sopravvivere alla reazione borbonica, sembra grazie anche ad un banale errore di trascrizione del suo cognome (da "Lomonaco" in "Lamanica"), e, con l'inesorabile capitolazione della Repubblica, prese dunque la via dell'esilio.

### Esilio
Dopo un periodo trascorso in Francia, dove ebbe anche modo di conoscere Vincenzo Monti (al quale in seguito tradusse l'Iliade di Omero), si trasferì a Milano, dove conobbe Ugo Foscolo, del quale divenne amico e medico personale, nonché precettore del fratello minore Giulio. Strinse anche amicizia con il giovane Alessandro Manzoni, sul quale esercitò una grande influenza culturale. Una tesi vuole che, nella realizzazione de I promessi sposi, Manzoni abbia tratto ispirazione da un manoscritto donatogli dal Lomonaco, il quale lo raccolse nell’Abbazia di Monticchio mentre prendeva la via dell'esilio. Il manoscritto (mai ritrovato) avrebbe narrato la vicenda, ambientata a Monticchio, di due sposi promessi tormentata dalla prepotenza di un signorotto spagnolo. Successivamente, Lomonaco si trasferì a Pavia, dove ottenne la cattedra di storia e geografia presso il Collegio militare pavese, convinto che «senza la conoscenza della storia - e della geografia umana - non si può divenir né guerrieri né politici».
Sulla caduta della Repubblica Napoletana del 1799, scrisse un libello intitolato Rapporto al cittadino Carnot. Tale scritto, per la grande eco che ebbe in Francia, venne successivamente ed immediatamente pubblicato in Italia. Alla prima edizione, del gennaio del 1800, andata subito a ruba, ne seguirono altre. Tale Rapporto, non solo procurò fama e popolarità all'autore, facendolo conoscere anche nella Milano illuminista, nei salotti letterari ed a quanti dicevano di avere a cuore le sorti della Patria, affascinati dalle sue idee unitarie (fra questi Ugo Foscolo e il giovane Alessandro Manzoni), ma diede altresì inizio anche ad un'inedita e nutrita serie di "Rapporti" da parte di altri autori, che avevano ormai preso il via a denunciare le tante ingiustizie perpetrate in Italia, soprattutto a causa della sua frammentazione politica.
Scrisse poi le Vite degli eccellenti italiani (1802) e le Vite dei famosi capitani d'Italia (1804). Da quest'ultima opera Manzoni trasse lo spunto per comporre Il Conte di Carmagnola.
Nel 1801, pubblica Analisi della sensibilità, dove scrive:
Alcuni anni dopo, questo stesso concetto venne espresso dal Lomonaco al cospetto dello stesso Napoleone Bonaparte in persona. Ciò avvenne esattamente nel 1805, durante un suo "Discorso augurale", pronunciato davanti all'Imperatore, che si trovava in visita a Pavia. Tale "Discorso augurale", pubblicato poi integralmente dal Cappelli nel 1806, per originalità ed alto contenuto patriottico, creò una vasta eco e non pochi timori nei diplomatici e governanti locali presenti, i quali evidentemente temettero di perdere i necessari finanziamenti francesi, cosa che in realtà non avvenne. Esso costituì anche il primo di una lunga serie: tutti, Foscolo compreso, prima dell'inizio di un qualsiasi corso, da loro tenuto, come docenti, sia in accademie militari sia nelle università, si cimentarono in "discorsi" su discorsi augurali, sforzandosi ovviamente di scriverli in un corretto e moderno italiano, ovvero nel nuovo stile letterario inventato dal Lomonaco, seppur tanto criticato ma forse invidiato dai suoi contemporanei.

### Ultimo periodo

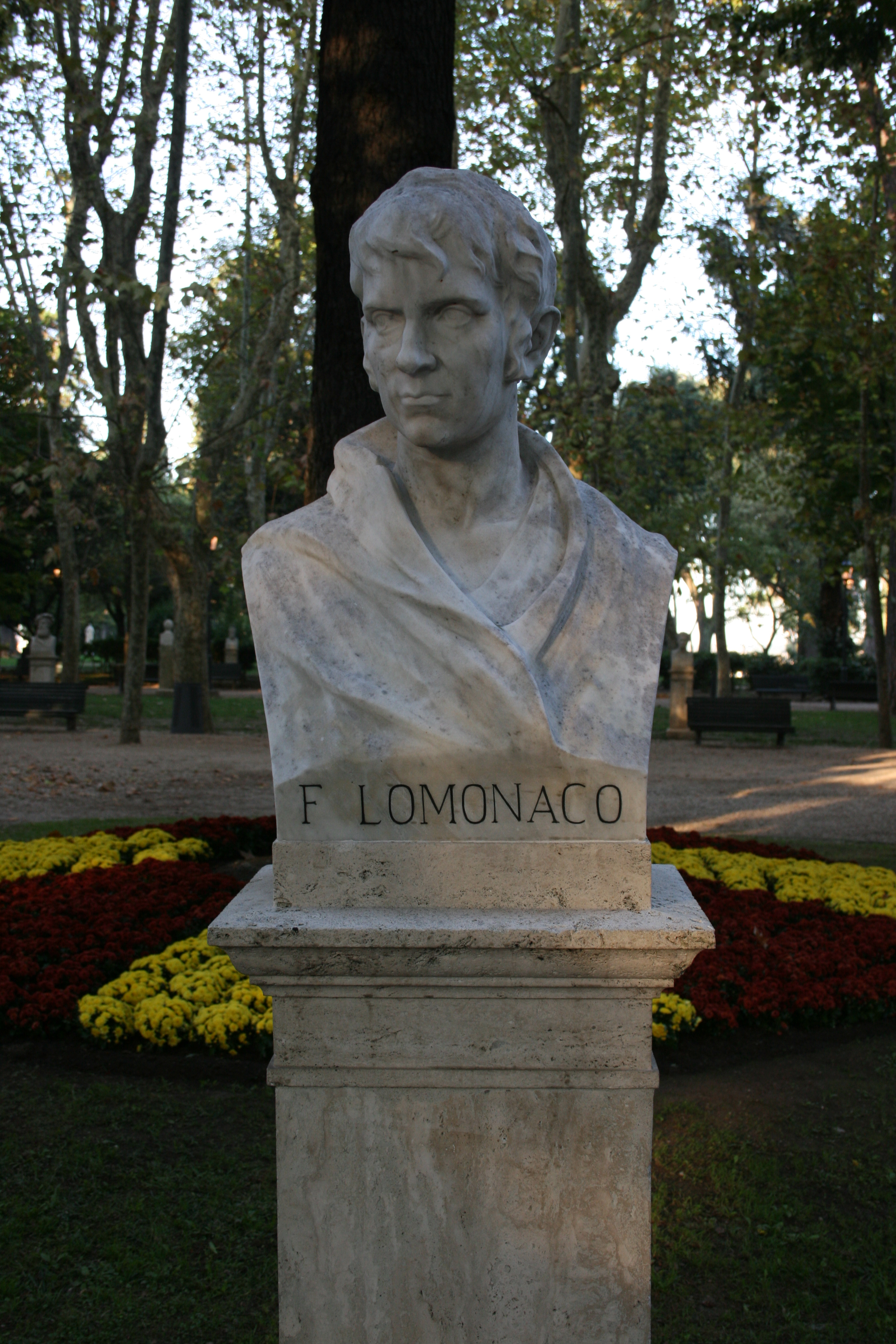
Busto di Francesco Lomonaco esposto ai giardini del Pincio a Roma, di Vito Pardo

Nel 1809 scrisse i Discorsi letterari e filosofici ma l'opera, che mostrava tutte le contraddizioni che la figura di Napoleone aveva prodotto sui patrioti italiani e che già si mostrava nello Jacopo Ortis foscoliano, gli costò la persecuzione della censura napoleonica. Le misure restrittive e l'impossibilità di ritornare nella sua terra, lo resero sempre più depresso. Dopo aver scritto una lettera al fratello, Lomonaco si suicidò a Pavia, gettandosi nel Ticino, il 1º settembre del 1810.
Il Manzoni, in gioventù, gli aveva dedicato un sonetto dal quale, tuttavia, pare abbia poi preso le distanze, avendo difatti egli stesso "rinnegato" tutti i suoi versi e scritti giovanili, datati tra il 1801 e il 1804, come ad esempio Il trionfo della libertà, in quanto, così precisò: «i primi come follia di giovanile ingegno, i secondi come dote di puro e virile animo». Molti anni dopo, ebbe, però, parole di elogio per Lomonaco in una intervista concessa nel 1866 ad un nipote dello stesso (un giornalista, che cercò anche, invano, di sapere dal Manzoni, che pur aveva affermato di aver assistito alle solenni esequie, dove avessero seppellito lo zio per portare dei fiori sulla sua tomba). L'intervista venne però pubblicata sul Corriere della Sera soltanto dieci anni dopo, il 12 - 13 ottobre 1876.

## Opere parziali
- Rapporto fatto da Francesco Lomonaco patriota napoletano al cittadino Carnot ministro della guerra sulle segrete cagioni e sui principali avvenimenti della catastrofe napoletana sul carattere e sulla condotta del re e della regina di Sicilia e del famoso Acton, senza data
- De' diritti e doveri del cittadino. Opera dell’Abate di Mably. Trasposta dall’idioma francese in italiano dal Cittadino Francesco Lo Monaco. Napoli Anno VII dela Libertà, I della Repubblica Napoletana 1799
- Rapporto al cittadino Carnot, 1800
- Analisi della sensibilità e delle sue leggi e delle sue diverse modificazioni considerate relativamente alla morale ed alla politica, 1801
- Vite degli eccellenti italiani, 1802
- Vite dei famosi capitani d'Italia, 1804
- Discorsi letterari e filosofici, 1809